# Інтерсексність

Прапор Інтерсекс-людей

Інтерсексність або інтерсексуа́льність — загальний термін для позначення групи станів, при яких роздільностатевий організм має статеві ознаки, що не можуть бути чітко визначені як чоловічі або жіночі. Інтерсекс-особи — люди, що народилися з такими варіантами статевих ознак (хромосомний набір, внутрішні та зовнішні статеві органи, статеві гормони тощо), які, відповідно до Управління Верховного комісара ООН з прав людини, не підходять під типові визначення для чоловіків або жінок. Інтерсексуальність може бути очевидною при народженні (статеві органи можуть бути неоднозначними і виглядати як проміжний варіант між чоловічими та жіночими). З 2015 року Всесвітня організація охорони здоров'я та ООН почали виводити інтерсексуальність з площини патології статевого розвитку та представляти це як варіацію статевого розвитку, нині наявність інтерсексуальних рис не вважається хворобою. Інтерсексуальність не варто плутати з гінандроморфізмом, який виражено спостерігається переважно у членистоногих і також зустрічається у птахів. При гінадроморфізмі одні частини тіла мають чоловічі риси, а інші — жіночі, можливий навіть варіант білатеральної асиметрії, коли одна половина тіла має чоловічу будову, а інша — жіночу.
На думку експертів, приблизно від 0,05 до 1,7 % населення народжується з інтерсексними ознаками.

## Термінологія
Термін інтерсексуальність був введений Річардом Гольдшмідтом 1917 року.
Інтерсекс-людей раніше називали гермафродитами. У XIX—XX столітті була здійснена перша спроба створити класифікацію інтерсексуальних станів. Їх поділили на справжній гермафродитизм, жіночий псевдогермафродитизм та чоловічий псевдогермафродитизм. Нині ці терміни є застарілими, а слово «гермафродит» не може вживатися стосовно людини, лише стосовно «тварини або рослини, що мають як чоловічі, так і жіночі репродуктивні органи». З 2006 року у медицині вживають термін «порушення статевого розвитку» (DSD), яка охоплює «вроджені стани, при яких розвиток хромосомної, гонадної або анатомічної статі є нетиповим», але і сам «DSD» оскаржується громадськими організаціями, правозахисними інститутами та науковцями. У травні 2016 року Interact Advocates for Intersex Youth опублікував заяву проти патологізуючої мови для опису людей, народжених з інтерсексуальними рисами, визнаючи "посилення загального розуміння та прийняття терміна «інтерсекс».
Деякі люди з інтерсексними рисами самоідентифікуються як інтерсекс-особи, а деякі — ні. Австралійське соціологічне дослідження, опубліковане 2016 року, показало, що 60 % респондентів використовували термін «інтерсекс», щоб описати свої статеві характеристики. Більшість також описують себе як чоловік або жінка.

## Ознаки

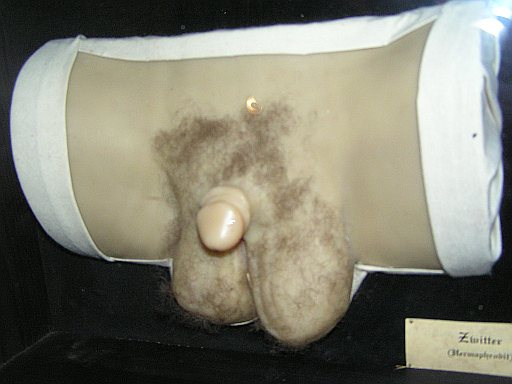
Восковий макет геніталій 46, XY інтерсекс-людини

Хоча ми говоримо про інтерсекс як вроджений стан, інтерсекс-анатомія не завжди проявляється при народженні. Іноді інтерсексність може бути виявлена лише при досягненні статевого дозрівання або навіть у дорослої людини, можливе й виявлення вже після смерті людини за допомогою аутопсії. У деяких людей інтерсексність не виявляють узагалі. Прояви інтерсексності залежать від її причини. Іноді зовнішні статеві органи можуть виглядати як типові чоловічі або жіночі.
Виявлення при народженні можливе, якщо геніталії немовляти не можуть бути однозначно визначеними як чоловічі або жіночі. Це може виявлятися у:
- Збільшеному кліторі (мегакліторемія).[21][4]
- Зменшеному пенісі (мікропеніс).[21][4]
- Відсутносі вагінального отвору.[4]
- Гіпоспадії (отвір уретри знаходиться не на кінці пеніса).[21][4]
- Закритих статевих губах, що нагадують калитку (мошонку).[4]
- Відкритій мошонці, що нагадує статеві губи.[4]

Також в інтерсекс-людей може бути затримка статевого дозрівання, аномалії електролітів, а при деяких станах — несподівані зміни під час статевого дозрівання.
Коли народжується малюк, зазвичай лікарі визначають його стать, спираючись на певну шкалу. Так, шкала, яку в 1995 році розробив лікар-ендокринолог Чарміан Куіглі, має сім ступенів, де перший ступінь — виразна маскулінність, тобто явно виражені чоловічі статеві органи, а сьомий — виразно фемінні статеві прояви, тобто жіночі. Стать, визначена за цією шкалою, називається акушерською статтю.

## Інтерсексуальні стани та причини їх розвитку
Інтерсекс стани можна розділити на 4 категорії:
- 46, XX інтерсекс.
- 46, XY інтерсекс.
- Справжній гонадальний інтерсекс.
- Складний або невизначений інтерсекс.[21]

### 46, XX інтерсекс
Виникає, якщо під час першого триместру вагітності на плід, що має жіночий генотип, діють великі дози андрогенів. Ці андрогени можуть мати як екзогенне, так і ендогенне походження. Надмірна кількість екзогенних андрогенів, що впливає на розвиток плода, виникає внаслідок: прийому матір'ю анаболічних стероїдів, наявності в неї андроген-продукуючих пухлин наднирників чи яєчників або наявності в матері вродженої гіперплазії надниркових залоз. Причиною надлишку ендогенних андрогенів може бути вроджена гіперплазія надниркових залоз у самого плода. Вроджена гіперплазія надниркових залоз виникає внаслідок спадкового дефекту одного з ферментів, необхідних для виробництва кортизолу (дефіцит 21-гідроксилази, дефіцит 11-бета-гідроксилази, дефіцит 3-бета-гідроксистероїддегідрогенази), внаслідок чого, продукується надмірна кількість андрогенів, для компенсації нестачі кортизолу. У немовлят жіночої статі це призводить до маскулінізації з аномальним розвитком статевих органів, тоді як у немовлят чоловічої статі — до передчасного статевого розвитку. Крім того, причиною може бути дефіцит ароматази плаценти Р450, що призводить до надлишкової продукції андрогенів плацентою. Вроджена гіперплазія надниркових залоз трапляється в одному випадку з 50–1000 народжень (0,1–0,2 % до 1–2 %) залежно від населення.
Таким чином, при вродженій гіперплазії надниркових залоз людина має типові для жінок статеві хромосоми та гонади, але зовнішні статеві органи нагадують чоловічі: статеві губи зростаються, а клітор збільшується. Матка і маткові труби при цьому зазвичай в нормі. Раніше це явище називали жіночим псевдогермафродитизмом.
Маскулінізуючий ефект триває і після народження, тому людина може мати густе волосся на тілі, глибокий голос тощо. Можливе також порушення балансу натрію в сироватці крові. У осіб з XY вроджена гіперплазія надниркових залоз не призводить до розвитку інтерсексних рис, але може призвести до прискореного статевого дозрівання.

### 46, XY інтерсекс

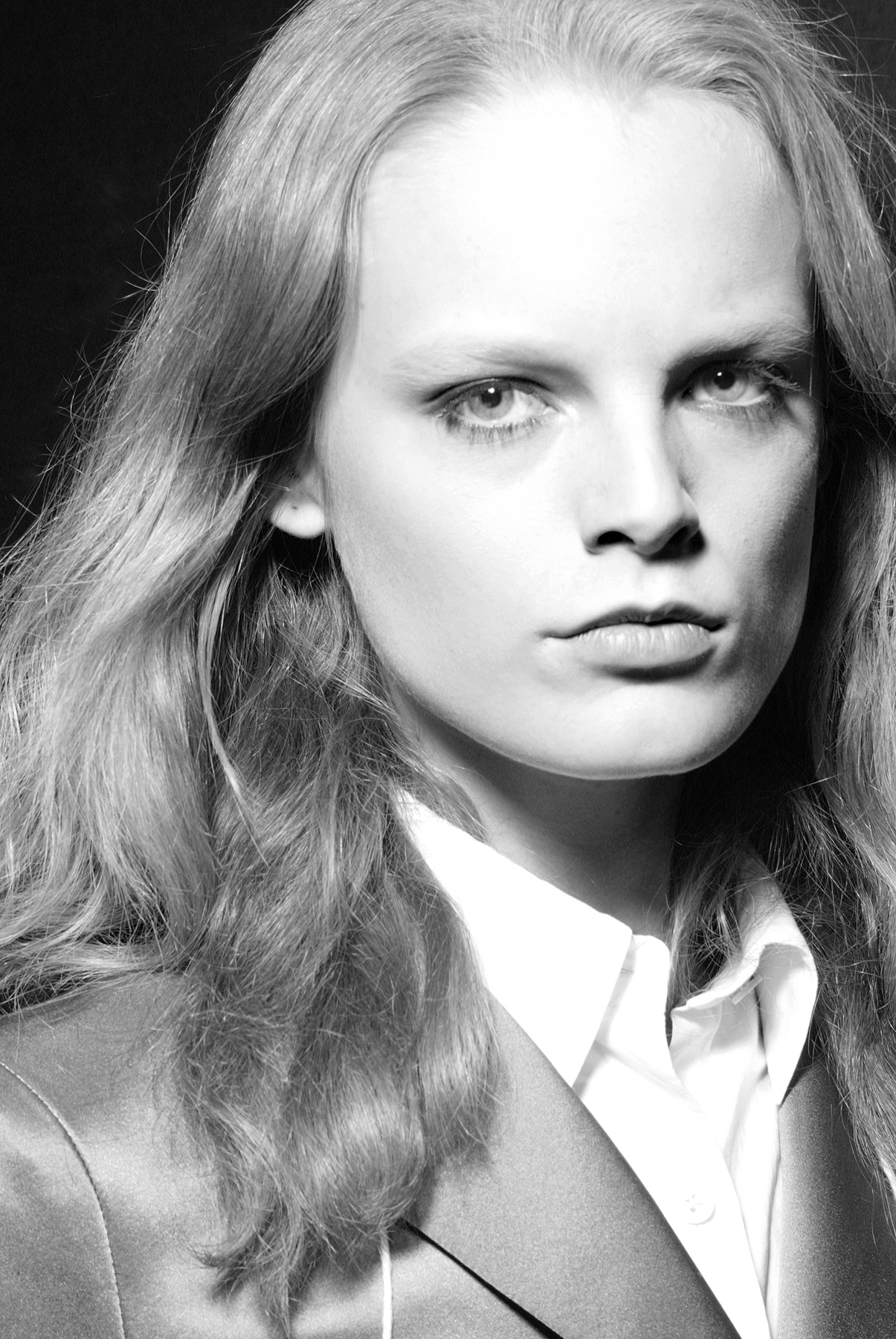
Модель Ханна Габі Оділь. Має синдром нечутливості до андрогенів.

Раніше позначався терміном чоловічий псевдогермафродитизм. У цих людей зазвичай розвиваються нормальні яєчка, але маскулінізація системи вольфових проток та зовнішніх статевих органів є неповною. Часто особи народжуються з невизначеністю геніталій, яєчка можуть бути, зокрема, внутрішньочеревними чи тазовими. Можуть розвиватися молочні залози, можлива наявність клітора та малорозвиненої вагіни.
Причини можуть полягати у зниженій продукції тестостерону внаслідок порушення активності, чи гіпоплазії клітин Лейдіга, або дефекту рецептора до лютеїнізуючого гормону на них; порушення біосинтезу тестостерону при дефектах 20,22-десмолази, 3-бета-гідроксистероїддегідрогенази, 17,20-гідроксилази, 17-бета-гідроксистероїддегідрогенази, що беруть участь у стероїдогенезі в наднирниках. Частою причиною розвитку цього стану є нечутливість до андрогенів. Крім того, цей стан може зумовлюватися дефектами розвитку яєчок, такими як: XY дисгенезія гонад, змішаний дисгенез гонад і синдроми рудиментарного яєчка.
Окрім того, порушення маскулінізації може викликатися дефіцитом 5α-редуктази. Дефіцит 5α-редуктази — це інтерсексний стан, що спричинений аутосомно-рецисивною мутацією у гені SRD5A2, що кодує 5α-редуктазу типу 2. Цей фермент відповідає за перетворення тестостерону в дигідротестостерон, що є фізіологічно активнішим і є необхідним для нормального розвитку чоловічих зовнішніх статевих органів плоду. Тому люди з дефіцитом цього ферменту народжуються з геніталіями дуже подібними до жіночих. Але під час статевого дозрівання рівень чоловічих статевих гормонів у цих осіб підвищується, що призводить до розвитку вторинних статевих ознак: росте м'язова маса, поглиблюється голос, починає збільшуватися їх клітороподібний пеніс, при цьому оволосіння обличчя в них часто не виражене. Багато з них виховуються як дівчатка.
Синдром нечутливості до андрогенів
Синдром нечутливості до андрогенів (Синдром Морріса) — це генетичний дефект, розташований в Х-хромосомі, який може бути успадкованим або виникати за рахунок спонтанних мутацій. Синдром Морріса зустрічається приблизно у однієї особи із 20000. Клітини людей з цим синдромом повністю або частково не здатні реагувати на андрогени, що призводить до розвитку статевих органів за жіночим типом. У плоду не формуються матка, маткові труби та верхня частина піхви, але зовнішні статеві органи виглядають подібними до жіночих, відсутні також придатки яєчка, сім'явивідні протоки та сім'яні пухирці. Яєчка опущені або частково опущені, вагіна, як правило, коротка, без шийки матки. Іноді піхва майже відсутня. Ці люди не мають менструацій і є нефертильними, часто в них також не росте волосся під пахвами і на лобку, груди зазвичай ростуть, але іноді пізніше, ніж у більшості жінок. При виявленні цього синдрому рекомендується видалення яєчок, оскільки є високий ризик розвитку раку, але, оскільки це рідко відбувається до статевого дозрівання, часто рекомендується почекати до того віку, в якому людина сама зможе прийняти це рішення.

### Справжній гонадальний інтерсекс
Застаріла назва — справжній гермафродитизм. Справжній гонадальний інтерсекс, овотестикулярний розлад, — інтерсексуальний стан, при якому в межах одного організму виявляються як фолікули яєчників, так і сім'яні канальці, що можуть бути присутніми як в різних гонадах, так і в межах однієї. Гонада, в якій знаходяться і тканини яєчників, і яєчок, називається овотестисом (тканини яєчка в овотестисі зазвичай займають центральне положення, а тканини яєчника розташовані на периферії). У 90 % випадків початковим проявом справжнього гонадального інтерсексу є неоднозначність геніталій, хоча в рідших випадках зустрічаються геніталії, які характерні для жіночої чи чоловічої статі, а ступінь неоднозначності залежить в основному від кількості тестостерону, що виробляється тканиною яєчка між 8 і 16 тижнем вагітності. Поширеною є наявність лабіоскротальних складок. Часто трапляється пахова грижа. Розташування гонад одна відносно одної буває: білатеральним (двостороннім), коли наявні лише овотестиси, що розміщені по боках (30 %); унілатеральним (одностороннім), коли з одного боку овотестис, а колатерально до нього знаходиться нормальний яєчник (50 %) або сім'яник; латеральним, коли з одного боку яєчко, а з іншого яєчник (20 %). При цьому яєчники частіше розташовуються зліва (76,5 %), а овотестиси і яєчка — справа (60,3 %). Самі овотестиси можуть займати черевне (50 %), пахове (26 %) та лабіоскротальне (24 %) положення.
Приблизно у 75 % осіб зустрічається гінекомастія, ще для приблизно 50 % осіб характерна менструація, при цьому у тих інтерсекс-осіб, що мають пеніс, менструація являє собою циклічну гематурію. Більшість людей з цим інтерсексним станом має матковий ріг або матку (90 %), матка часто нормально розвинена, також поширеною є наявність урогенітального синуса. Тканина яєчників, як правило, нормальна, а тканина яєчок найчастіше є дисгенетичною, і сперматогенез в ній зустрічається вкрай рідко.
Дві третини осіб з овотестикулярним розладом виховуються як чоловіки. Вагітність можлива. Випадки народжуваності у людей з цим станом вкрай рідкісні. Ці особи зазвичай мають функціональну тканину яєчників (є дані, що 50 % людей з овотестисами можуть пройти овуляцію), але їх сім'яні залози недостатньо розвинені, тому сперматогенез дуже рідкісний.
10-30 % осіб мають ген SRY, але у більшості (60 % — 70 %) каріотип 46,ХХ і вони мають сім'яні канальці попри відсутність SRY, отже, у них відбувається активація гену, що в нормі активується SRY. Також поширені різні форми мозаїчності (20 %).
В цілому, зустрічаються такі каріотипи 46XX / 46XY або 46XX / 47XXY або XX & XY з мутаціями SRY, змішаними хромосомними аномаліями або з гормональними порушеннями, 47XXY та різними ступенями мозаїчності цих та багатьох каріотипів. 3 основні каріотипи справжнього гермафродитизму — XX з генетичними аномаліями (55-70 % випадків), XX / XY (20-30 % випадків) та XY (5-15 % випадків). У медичній літературі зафіксовано лише 500 випадків.

### Складний або невизначений інтерсекс
Багато конфігурацій хромосом, крім простих 46, XX або 46, XY, можуть призвести до появи інтерсексних рис. Зокрема 45, XO (Синдром Тернера) і 47, XXY (Синдром Кляйнфельтера) тощо. Ці розлади не призводять до невідповідності між зовнішніми та внутрішніми статевими органами, але впливають на розвиток статевих ознак. Так, у жінок з синдромом Тернера фемінні ознаки менш виражені, ніж у більшості жінок, вони дуже часто є безплідними, а при вагітності ризик викидня чи появи дефектів розвитку є вищим, ніж у більшості жінок. У осіб з синдромом Кляйнфельтера менш вираженими є маскулінні риси, наприклад, яєчка зазвичай є значно меншими, ніж у більшості чоловіків. Цей синдром трапляється приблизно в одного хлопчика з 500—1,000 народжених. Ці люди мають одну або більше зайвих Х-хромосом і зазвичай є безплідними. Трапляється зменшення оволосіння, слабкість м'язів, зменшення статевих органів тощо.
Також можливі різні мозаїцизми, зокрема при синдромі Тернера та Кляйнфельтера. Людина з мозаїчним фенотипом має різний каріотип в різних клітинах, наприклад частина клітин може мати нормальний каріотип, а частина трисомію (47,XXX/46,XX) чи моносомію (45,X0/46,XX).

## Медичне втручання

Країни в яких діє заборона на медичні втручання без згоди

Медичні втручання проводяться для покращення фізичного здоров'я та зменшення психосоціальних ризиків, але обидві ці причини є предметом дискусій, особливо враховуючи те, що наслідки хірургічних та деяких гормональних втручань є незворотніми, тоді як їх доцільність далеко не завжди є очевидною. Не існує клінічного консенсусу щодо того, в яких випадках хірургічне втручання є необхідними, яким воно має бути і коли повинне проводитися. Такі операції є предметом суттєвих суперечок через свої наслідки, такі як травми, вплив на статеві функції, порушення прав на фізичну та психічну цілісність.
Медичні втручання без згоди на зміну статевих характеристик інтерсекс-людей проводяться у всіх країнах, де досліджувались права інтерсексних людей. Такі заходи критикуються Всесвітньою організацією охорони здоров'я та іншими органами ООН, такими як Управління Верховного комісара з прав людини, та дедалі більшою кількістю регіональних та національних установ. У країнах з низьким та середнім рівнем доходу вартість медичного обслуговування може обмежувати доступ до необхідного медичного лікування одночасно з тим, що інші особи отримують примусові медичні втручання.
Зазначено, що можуть порушуватися такі права неповнолітніх інтерсекс-осіб:
- право на життя;[62]
- право на приватне життя, включаючи право на особисту автономію чи самовизначення щодо лікування;[63][64]
- заборони катувань та іншого жорстокого та такого, що принижує гідність, поводження;[65]
- право на фізичну недоторканність та / або тілесну автономію.[66][67]

### Типи медичного втручання
- Фемінізуючі та маскулінізуючі операції:

Як правило, операція проводиться незабаром після народження. Захисники цієї практики стверджують, що для того, щоб інтерсекс-люди могли функціонувати соціально та розвиватися «нормально», необхідно чітко визначити людей як чоловіків чи жінок. Часто зазначаються психосоціальні причини. Але ця практика критикується багатьма правозахисними установами та авторами, оскільки операція на статевих органах може призвести до негативних наслідків для статевого функціонування в подальшому житті або до почуття чудернацькості та неприйнятності.
Багатьом інтерсекс-дітям роблять операції, намагаючись «нормалізувати» їх, хоча ці втручання часто інвазивні, незворотні та не є необхідними чи невідкладними. Дослідження Amnesty International показали, що такі медичні втручання є порушенням прав людини. Часто їх проводять дітям, які через вік не можуть брати участь в ухваленні рішень щодо власного тіла, а їхні батьки часто не належним чином інформовані про можливі ризики. Процедури, проведені інтерсекс-дітям, можуть спричиняти великі проблеми, включно з безпліддям, болем, нетриманням сечі та психологічним стражданням протягом усього їхнього життя.
Такими операціями можуть бути: «зменшення» або «репозиція» клітора (іноді його називають кліторопластикою), вагінопластика, відновлення гіпоспадії, гонадектомія. Більшість таких операцій робиться дітям до двох років, таким чином їм відмовляють у виборі, який може серйозно вплинути на фертильність, статеві функції та емоційний добробут. У звіті, опублікованому у Journal of Pediatric Urology 2016 року, показано, що 35 із 37 батьків інтерсекс-дітей «обрали косметичну хірургію на своїх дітях».
- Гормональне лікування:

Гормональне лікування поширене для запобігання виникненню або для усунення інтерсексних рис.
- Психосоціальна підтримка

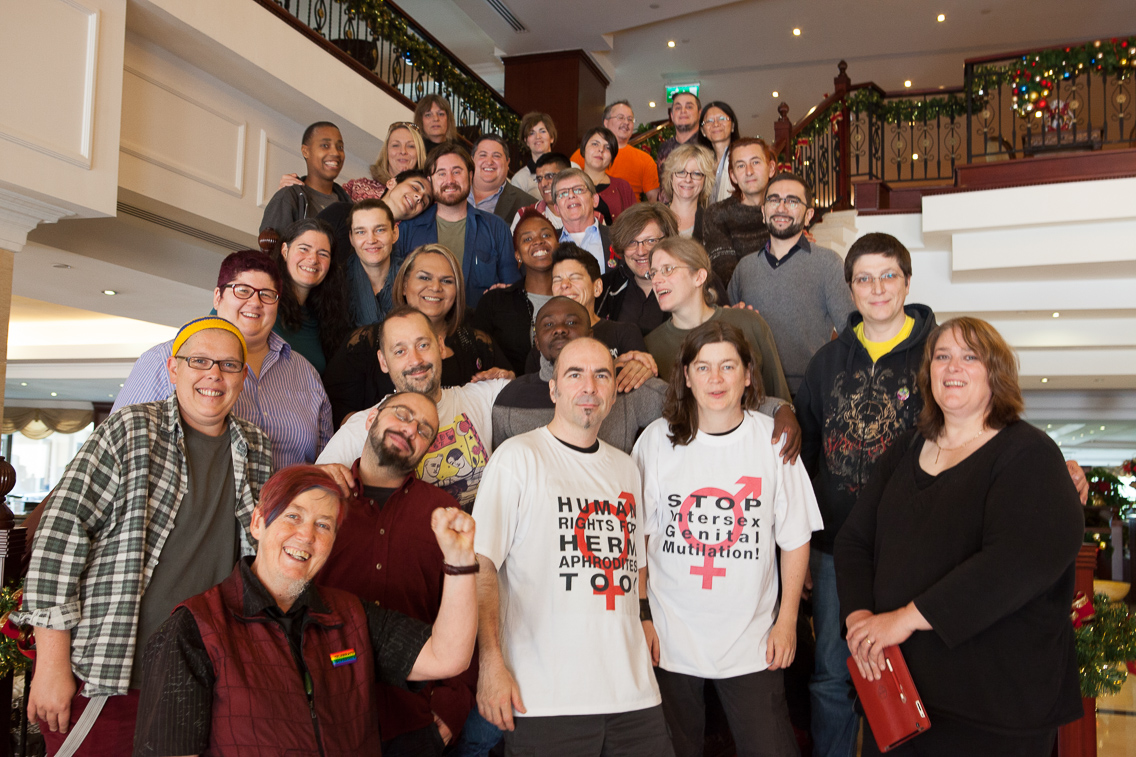
Учасники третього Міжнародного форуму Інтерсекс-людей, Мальта, грудень 2013 року.

Ця практика зазвичай підтримується зацікавленими сторонами, так у спільній заяві учасників третього Міжнародного форуму Інтерсекс-людей вимагалося визнання того, що медикалізація та стигматизація інтерсекс-людей є травматизуючою для них, і тому для забезпечення тілесної цілісності та добробуту інтерсекс-людей, в разі необхідні, має бути доступною психосоціальна підтримка.
- Генетичний відбір:

Етика преімплантаційної генетичної діагностики для попередження народження дитини з інтерсексними ознаками була предметом 11 статей у випуску American Journal of Bioethics за жовтень 2013 року. Широко поширені докази переривання вагітності внаслідок пренатального тестування, а також пренатального лікування гормонами для запобігання розвитку інтерсексних ознак.
- Медичне фотографування:

Фотографії інтерсексних дитячих геніталій розповсюджуються в медичних спільнотах з документальною метою, а особи з інтерсекс-рисами можуть проходити повторні обстеження статевих органів і демонструвати їх медичним бригадам. Обговорювались проблеми, пов'язані з досвідом медичного фотографування інтерсекс-дітей, а також їхні етичні норми, контроль та використання. Досвід такого фотографування для багатьох людей з інтерсексними рисами супроводжується відчуттям безсилля та приниження.

## Причини

### Зиготна (генетично обумовлена) інтерсексність
Є результатом відхилення від норми набору статевих хромосом і генів в момент запліднення при з'єднанні гамет в зиготу. За характером порушення буває триплоїдною або іншою — анеуплоїдною інтерсексністю. Диплоїдна інтерсексність спостерігається при схрещуванні різних географічних рас у метелика непарного шовкопряда, причому або у самок, або у самців, в залежності від типу схрещування.
Інтерсексність у людини також може бути викликана порушенням нормального числа статевих хромосом. При цьому у мух дрозофіл визначальним у розвитку статі є співвідношення числа пар статевих хромосом і аутосом, тому у них інтерсексність звичайно пов'язана з порушенням цього співвідношення (наприклад, спостерігається при співвідношенні 3A:2X — три набори аутосом на дві статеві хромосоми). У людини визначальним чинником розвитку чоловічої статі є наявність Y-хромосоми, при цьому риси інтерсексності спостерігаються у чоловіків з синдромом Клайнфельтера (набір статевих хромосом XXY).

### Гормонна інтерсексність
Якщо у тварин за виділенням статевими залозами чоловічих чи жіночих гормонів визначають розвиток вторинних статевих ознак, то у них можна спостерігати явище гормональної інтерсексності.
Якщо таку тварину каструвати і зробити пересадку статевої залози іншої статі, відбувається маскулінізація, або, відповідно, фемінізація, організм стає інтерсексним. При паразитарній кастрації у ракоподібних, наприклад, спричиненої паразитичним рачком саккуліна, відбуваються схожі явища.

## Інтерсекс і права людини

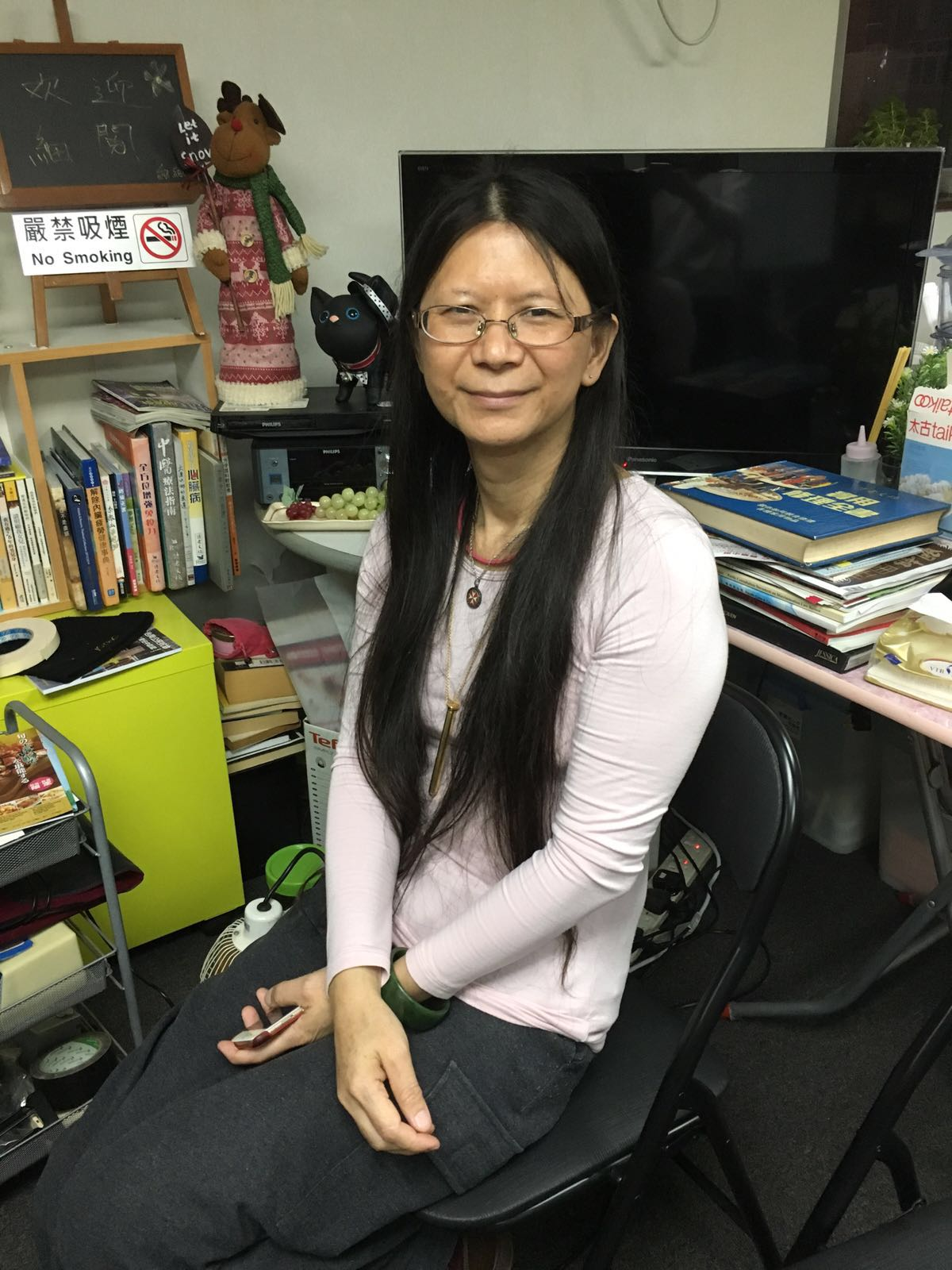
Гонконгська інтерсекс-активістка Смол Люк

Інтерсекс-люди стикаються із стигматизацією та дискримінацією від народження, особливо коли інтерсекс-варіація є помітною. У деяких країнах (особливо в Африці та Азії) зустрічається навіть дітовбивство та стигматизація сімей. Матерів у Східній Африці можуть звинуватити у чаклунстві, а народження інтерсексної дитини можуть описати як прокляття.
Інтерсексні немовлята та діти, такі як діти з неоднозначними зовнішніми статевими органами, можуть бути хірургічно та/або гормонально змінені, щоб відповідати прийнятним статевим характеристикам. Такі процедури можуть передбачати також стерилізацію. Дорослі, в тому числі елітні спортсмен(к)и, також були предметами такого лікування. Ці заяви все частіше визнаються порушеннями прав людини, із заявами агентств ООН, парламенту Австралії, а також німецьких та швейцарських етичних інститутів. Організації інтерсекс-людей також випускали спільні заяви протягом декількох років, включаючи декларацію Мальти третього Міжнародного форуму інтерсекс-людей.
Дослідження вказують на зростання консенсусу щодо того, що різнобічні інтерсексні тіла є нормальними, проте порівняно рідкісними формами людської біології, а правозахисні установи посилюють контроль за медичною практикою та проблемами дискримінації інтерсексних людей. В результаті першого міжнародного пілотного дослідження 2013 року «Права інтер-людей», Дан Крістіан Гаттас (Dan Christian Ghattas) виявив, що інтерсексні люди піддаються дискримінації у всьому світі.
Рада Європи виділяє кілька проблемних областей:
- Рівне право на життя та профілактику медичних процедур без усвідомленої згоди, включаючи лікування, яке вважається непотрібним;
- Видалення інтерсексу як виліковного медичного стану, але такого, що може проходити медичне лікування за усвідомленою згодою
- Рівне ставлення за законом; включаючи конкретні правові положення, подібні до інших охоплених класів;
- Доступ до інформації, медичних карток, консультацій та підтримки;
- Самовизначення у визнанні статі шляхом швидкого доступу до офіційних документів.[62]

Впровадження захисту прав людини в законодавство та регулювання прогресувало повільно. У 2011 році Крістіан Феллінг (Christiane Völling) виграла першу успішну справу проти хірурга за хірургічне втручання без згоди. У 2015 році Рада Європи вперше визнала право інтерсексних осіб не проходити лікування за призначенням статі. У квітні 2015 року Мальта стала першою країною, яка заборонила медичні втручання з метою модифікації статевої анатомії (в тому числі інтерсексних людей) без згоди людини.
В останні роки права інтерсекс-людей стали предметом доповідей кількох національних та міжнародних установ, зокрема Швейцарської національної консультативної комісії з біомедичної етики (2012 р.), спеціального доповідача ООН з питань катувань та інших жорстоких, нелюдських або таких, що принижують гідність, поводжень або покарань (2013 р.) та сенату Австралії (2013 р.). 2015 року до них приєдналися Рада Європи, Управління Верховного комісара ООН з прав людини та Всесвітня організація охорони здоров'я. У квітні 2015 року Мальта стала першою країною, яка заборонила примусові медичні втручання, згідно із Законом про гендерну ідентичність та вираження статі. У тому ж році Рада Європи стала першою установою, яка заявила, що інтерсекс-люди мають право не проходити корекцію статі. 2017 року неурядові правозахисні організації Amnesty International та Human Rights Watch опублікували звіти про права інтерсекс-дітей. У січні 2016 року Міністерство охорони здоров'я Чилі наказало призупинити непотрібне нормалізаційне лікування для інтерсексних дітей, включно з операціями, що мають незворотні наслідки, до досягнення ними віку, коли вони зможуть приймати рішення самостійно.

## Захист від дискримінації

Захист за ознаками статі
Захист на основі інтерсекс-статусу
Захист за ознаками інтерсексу в межах ознаки статі

На сьогодні кілька юрисдикцій забезпечують захист від дискримінації для інтерсекс-людей. Південно-Африканська Республіка була першою країною, яка додала інтерсекс до законодавства як частину ознаки «стать». Австралія була першою країною, яка додала незалежний атрибут «інтерсексний статус». Мальта була першою, хто прийняв більш широкі рамки «статевих ознак» через законодавство, яке також припинило зміни статевих ознак неповнолітніх, здійснені з соціальних та культурних причин. У Боснії і Герцеговині, визначено як «статеві ознаки». Греція забороняє дискримінацію та злочини на ґрунті ненависті на основі «статевих ознак» з 24 грудня 2015 року

### Працевлаштування
Австралійське опитування 2015 року серед людей, які народилися з нетиповими статевими ознаками, виявило високий рівень бідності, крім дуже високого рівня дострокового залишення школи та вищого за середній рівень інвалідності. У посібнику роботодавців щодо інтерсексної інклюзії, опублікованому Pride in Diversity та організацією Intersex International Australia, також розкриваються випадки дискримінації при працевлаштуванні.

### Охорона здоров'я
Захист від дискримінації перетинається з примусовим лікуванням. Мальтійський захист за статевими ознаками забезпечує чіткий захист від непотрібних та шкідливих модифікацій статевих ознак дітей.
У травні 2016 року Міністерство охорони здоров'я та соціальних служб США опублікувало заяву, в якій роз'яснювало Розділ 1557 Закону про доступну медичну допомогу, в якому зазначається, що Закон забороняє «дискримінацію за наявністю інтерсексних ознак або нетипових статевих ознак» у державному фінансуванні охорони здоров'я як частину заборони дискримінації «за ознакою статі».

### Спорт
У 2013 році в медичному журналі було розкрито, що чотири неназвані елітні спортсменки з країн, що розвиваються, були піддані гонадектомії (стерилізація) та частковій кліторидектомії (каліцтво жіночих статевих органів) після того, як тестування тестостерону показало, що вони мають інтерсексний стан. Тестування на тестостерон було запроваджено внаслідок справи Кастер Семеня, південноафриканської бігунки, яка пройшла тестування завдяки своїй зовнішності.
Немає доказів того, що вроджена гіперандрогенія у жінок-спортсменок надає перевагу в спорті.